# Wayne Miller

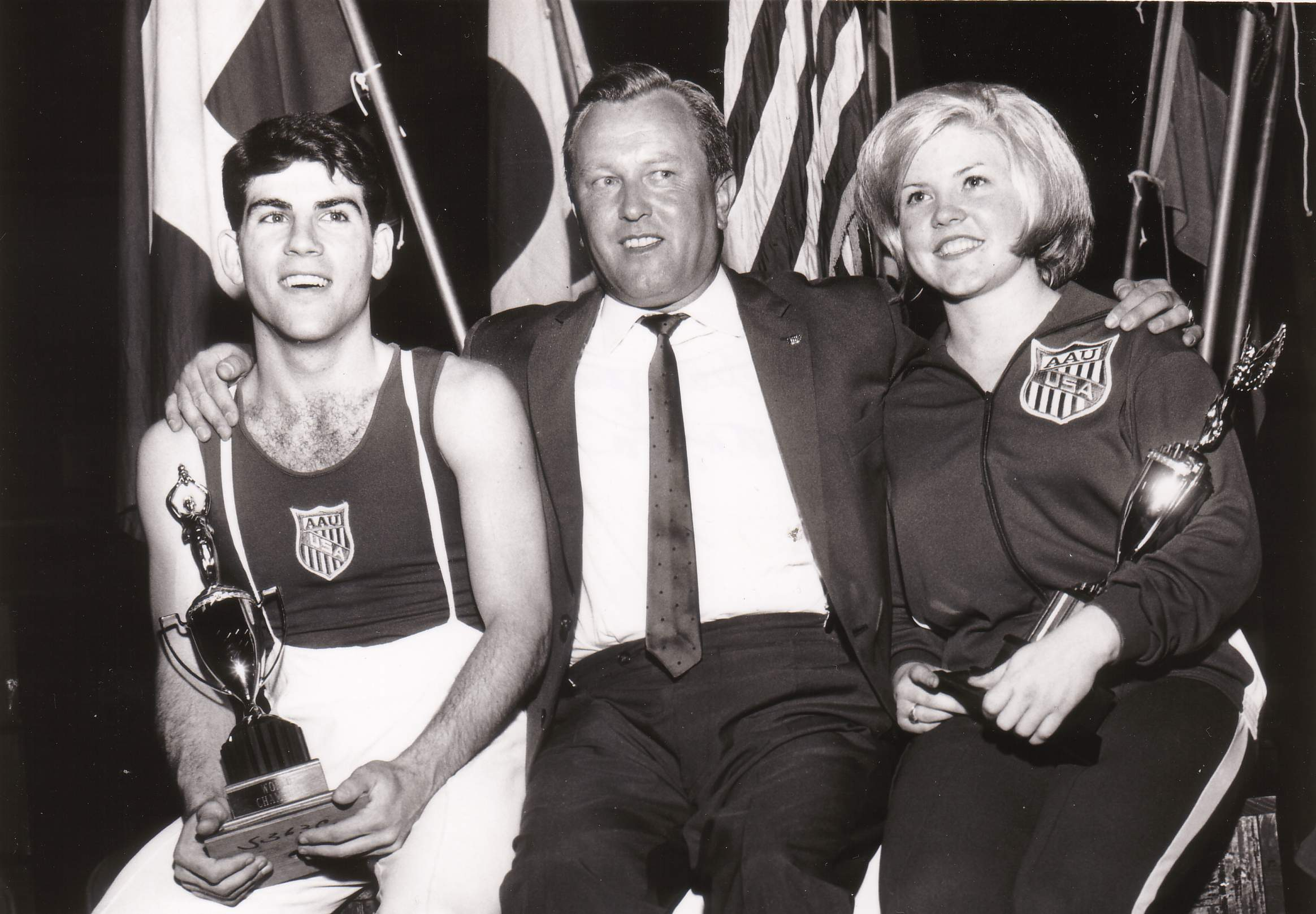
Wayne Miller (links) 1966 bei den Trampolin-Weltmeisterschaften (mit Judy Wills und FIT-Präsident Rene Schaerer)

Wayne Miller ist ein ehemaliger Trampolinturner aus den USA, nach dem der Trampolinsprung Miller, ein Doppelsalto rückwärts mit dreifacher Schraube, benannt wurde.

## Erfolge
Trampolin-Weltmeisterschaften 1965 - London, England
- Bronze Trampolin

Trampolin-Weltmeisterschaften 1966 - Lafayette, USA
- Gold Trampolin
- Gold Synchron (with David Jacobs)

Trampolin-Weltmeisterschaften 1970 - Bern, Schweiz
- Gold Trampolin